# Стаза (Суња)
Стаза је насељено место у саставу општине Суња, Банија, Сисачко-мославачка жупанија, Република Хрватска.

## Историја
До нове територијалне организације налазила се у саставу бивше велике општине Сисак. Стаза се од распада Југославије до августа 1995. године налазила у Републици Српској Крајини.

## Становништво
На попису становништва 2011. године, Стаза је имала 220 становника.
| Демографија | Демографија | Демографија |
| Година      | Становника  | Становника  |
| ----------- | ----------- | ----------- |
| 1961.       | 516         |             |
| 1971.       | 467         |             |
| 1981.       | 393         |             |
| 1991.       | 380         |             |
| 2001.       | 304         |             |
| 2011.       |             | 220         |

## Попис 1991.
На попису становништва 1991. године, насељено место Стаза је имало 380 становника, следећег националног састава:
| Попис 1991.‍ | Попис 1991.‍ | Попис 1991.‍ | Попис 1991.‍ | Попис 1991.‍ |
| ----------- | ----------- | ----------- | ----------- | ----------- |
|             |             |             |             |             |
| Хрвати      | Хрвати      |             | 356         | 93,68%      |
| Југословени | Југословени |             | 17          | 4,47%       |
| Срби        | Срби        |             | 4           | 1,05%       |
| Муслимани   | Муслимани   |             | 2           | 0,52%       |
| непознато   | непознато   |             | 1           | 0,26%       |
| укупно: 380 |             |             |             |             |

## Знамените личности
- Јован Дамјанић (Damjanich János), (Стаза код Костајнице, Банија, 8. август или 8. децембар 1804 — Арад, 6. октобар 1849), граничарски официр и мађарски генерал